# كورنيليس دريبل
كورنيليس دريبل (1572 - 7 نوفمبر 1633) كان مهندس ومختر هولندي.قام ببناء أول غواصة صالحة للملاحة في عام 1620 ومبتكراً ساهم في تطوير أنظمة القياس، التحكم، البصريات والكيمياء.